# Studentské listy
Studentské listy byl nezávislý čtrnáctideník vysokoškolských studentů založený v prosinci 1989 skupinou někdejších studentů Fakulty žurnalistiky Univerzity Karlovy. Byl připravovaný jako samizdat pražských studentů již před 17. listopadem 1989. Stal se radikálním hlasem studentského hnutí systematicky zaměřeným na domácí i zahraniční politiku, historii, bezpečnostní problematiku, vyrovnání se s totalitní minulostí, kulturu a sport. Studentské listy od počátku podporovaly radikální politickou a ekonomickou transformaci československé společnosti, postupně se orientovaly na podporu konzervativně-liberálního proudu v Občanském hnutí.
V lednu 2019 začaly fungovat Studentské listy na webu slisty.cz. Ty se snaží být jakýmsi duchovním nástupcem původních Studentských listů.

## Historie
První číslo Studentských listů bylo distribuováno 29. 12. 1989, v den volby Václava Havla prezidentem ČSSR. Jejich redakce sídlila nejprve v Bolzanově 7, v Praze, společně s redakcí undergroundového Vokna a Informačního servisu/Respektu, později v Hellichově 5 (Praha 1).
V průběhu let 1990–1991 vydalo nakladatelství a vydavatelství Lidové noviny celkem 28 čísel Studentských listů v českém jazyce a 2 anglické mutace.
V prvním ročníku vyšly kromě historického seriálu Zdeňka Jelínka: Action-Station! Přehled českých paraskupin vyslaných z Anglie a Itálie během II. světové války do protektorátu a na Slovensko (č. 4–9/1990) také tajné dokumenty o 17. listopadu 1989 (č. 2/1990) nebo přepisy jednání představitelů Občanského fóra se zástupci KSČ (č. 22/1990).
V průběhu druhého ročníku byl publikován Pravdivý příběh Plastic People of the Universe Ivana Martina Jirouse s fotografiemi Jana Ságla (č. 1–21/1991).

### Členové Studentských listů
Zakladatelem a šéfredaktorem Studentských listů byl Pavel „Pažout“ Žáček, jeho zástupcem Martin Vacek. V redakci působili novináři Martin Bartůněk, Jaromír Bosák (dnes v České televizi), Ivan Brezina (dnes šéfredaktor časopisu Outdoor), Stanislav Červinka, Dan Hrubý (dnes v týdeníku Reflex), Věra Krincvajová (dnes v České televizi), Rebeka Křižanová (dnes v České televizi), Radko Kubičko (dnes v Českém rozhlasu), Josef Mlejnek jr., Bohumil Pečinka (dnes v týdeníku Reflex), Milan „Fefík“ Podobský (dnes v humoristickém časopisu Sorry), Klára Pospíšilová, Elena Strešková, Jan Švéd (dnes v MF Dnes), Roman Vaněk, Jiří Venclík (dnes v České televizi), Vanda Wolfová ad.

### Obnovené Studentské listy
Šéfredaktorem Studentských listů vzniklých 6. ledna 2019 byl Šimon Rogner, jeho zástupcem pak Lukáš Saturka. Začátkem listopadu 2021 se šéfredaktorem stal Vojtěch Petrů a zástupkyní šéfredaktora Julie Šafová. Od dubna 2023 je šéfredaktorem Jakub Roubíček.
K 1. 8. 2023 fungovala redakce v následujícím složení: 
- Šéfredaktor: Jakub Roubíček
- Zástupkyně šéfredaktora: Julie Šafová
- Vedení: Filip Svoboda, Aleš Michal, Jakub Hříbek, Vojtěch Petrů
- Editoři: Vojtěch Kousal, Šimon Rogner a další
- IT správa: Ladislav Perný, Jiří Kalas
- Grafika: Jan Vlach, Anna Dostálová, Adéla Krátká
- Redakce: Anna Dostálová, Adéla Krátká, Adéla Mikešová, Barbora Prášilová, Bianca Chuffartová, David Čížek, Dominik Fiala, Hana Kopecká, Erika Kubálková, Eva Dorota Czerneková, Eva Závadová, Jiřina Marešová, Johana Matre, Lukáš Hladík, Marika Staňková, Michal Silber, Nina Fořtíková, Renata Pernegrová, Roxane Hamilton, Vojtěch Štantejský